# Eodromaeus
Eodromaeus ("Gryningens springare"), släkte med små tvåbenta dinosaurier påträffade i Argentina (Sydamerika). Den anses ha levt för cirka 230 milj. år sedan i slutet på Triasperioden, och anses vara en av de första kända theropoderna. Andra dinosaurier som tros ha varit samtida med Eodromaeus är bland annat Sanjuansaurus och Eoraptor. Upptäckten av Eodromaeus ledde dessutom till att man omklassificerade Eoraptor (som av många forskare har ansetts vara en primitiv theropod) till sauropodomorpha istället, dock har denna omklassificering ibland ifrågasatts. 

## Upptäckt
Fossil efter Eodromaeus påträffades första gången 1991, även om man då inte insåg att det var ett eget släkte. 1996 hittades mer fossil, och man trodde först att man hittat en annan variant av den då nyligen publicerade Eoraptor lunensis. Då Sereno började studera fossilet närmare, fann han dock att de nya fossilen hade flera egenskaper i skelettet som Eoraptor saknade, och han kom i underfund med att det var ett annat släkte.
De nya fynden, 2 stycken välbevarade skelett, klassificerades som en egen art och släkte, Eodromaeus murphi, efter Grekiskans Eos ("Gryning", "Tidig") och Dromaeus ("Springande", "Springare" eller "Löpare"), och murphic, vilket är efter Jim Murphy, som jobbat i närheten av platsen där de första fossilen hittades.

## Beskrivning

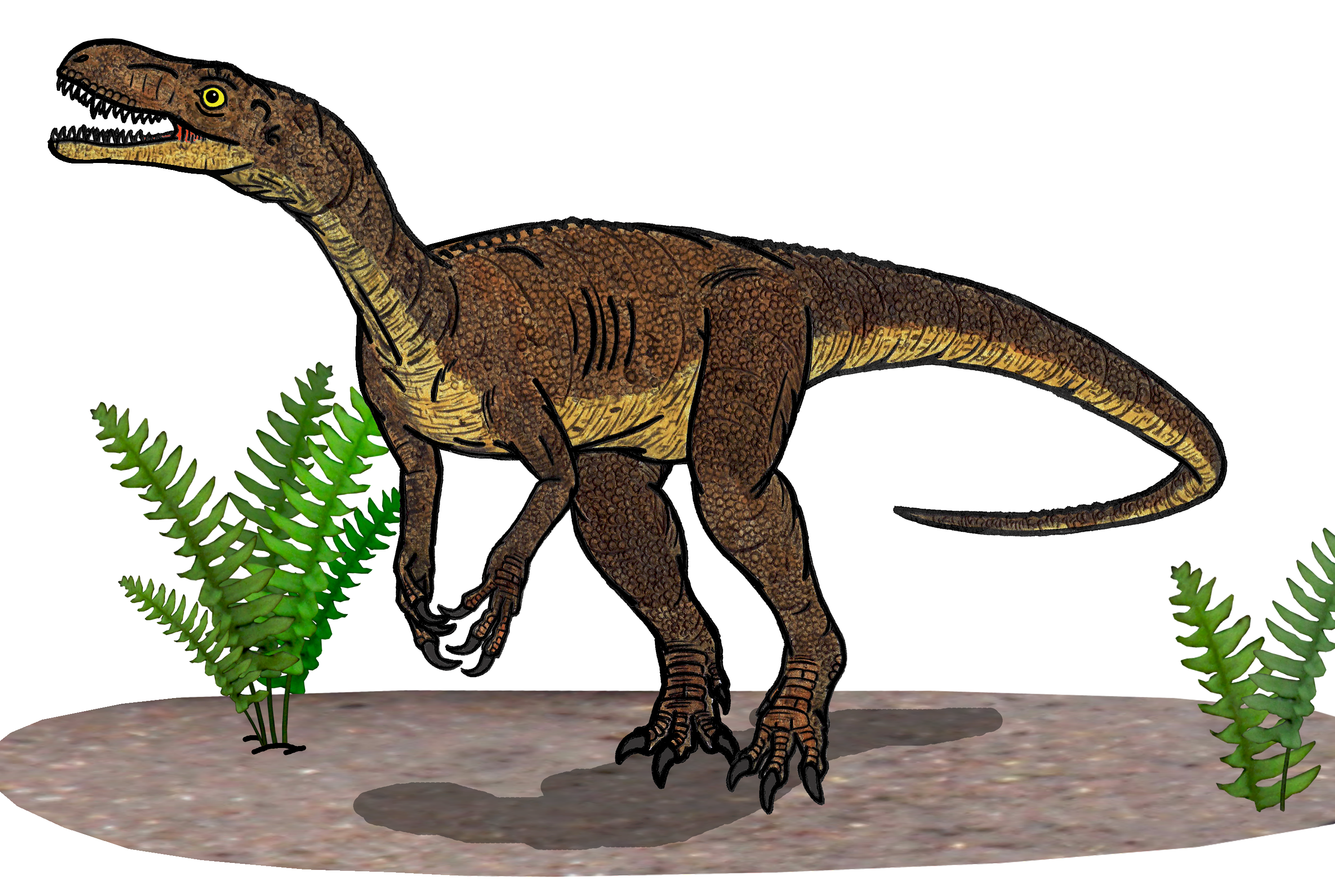
Illustration av Eodromaeus.

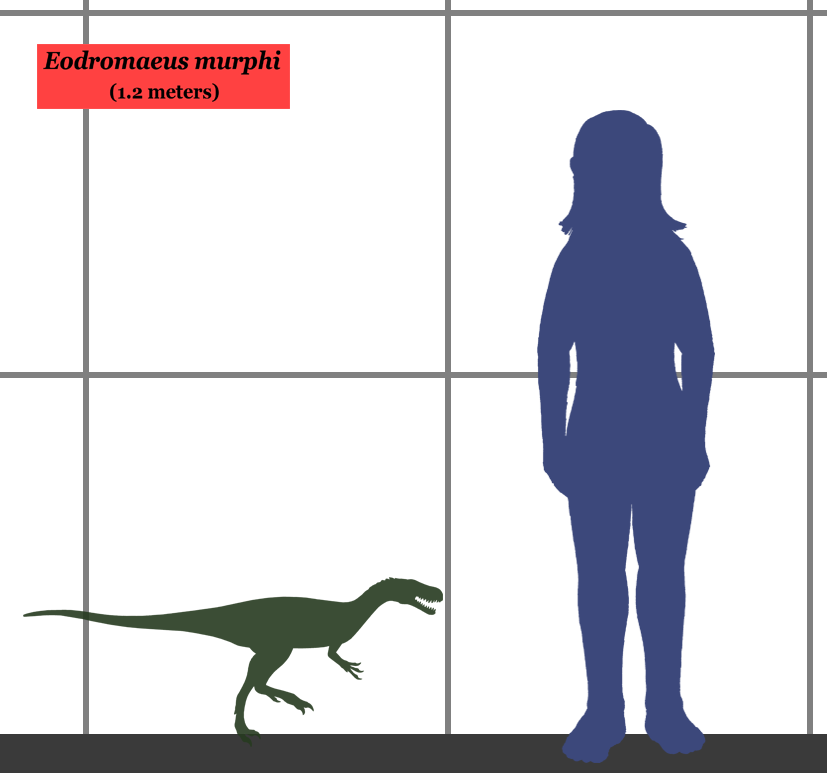
Eodromaeus storlek i jämförelse med en människa.

Eodromaeus var ett ganska litet djur. Den var cirka 1,2 meter lång och mycket av längden utgjordes av svansen. Vikten har beräknats till omkring 5 kg. Kroppen var långsmal och cylinderformad. Typiskt för theropoder gick Eodromaeus på bakbenen, vilka slutade i fötter med fyra tår. Frambenen var mycket kortare än bakbenen, och hade händer med 5 fingrar. De yttersta fingrarna (IIII och V, motsvarande människans ringfinger och lillfinger) var betydligt kortare än de andra och saknade klor. Huvudet hade relativt kort, rundat nosparti och ögonhålorna var stora, vilket kan tyda på att ögonen var stora. Munnen var fylld av vassa tänder. Man vet inte hur snabbt Eodromaeus sprang, men det har föreslagits en hastighet på omkring 30 km/timmen.

## Fylogeni och paleobiologi
Sereno, en av forskarna som publicerade fossilen efter Eodromaeus, anser att det var en primitiv theropod, och att dess fyndplats visar att dinosaurierna bara utgjorde ungefär 10 % av den dåtida mångfalden. Han anser också att man inte kan se en gradvis ökning av dinosaurier i takt med minskning av andra organismer när man går uppåt i bergslagren. Sereno anser att detta visar att dinosaurierna inte gradvis tog över jorden i takt med att andra djur dog ut, vilket tidigare varit en populär teori. Benton höll inte med, och anser att man inte kan säga säkert att det gick till så som Sereno påstått.